# Shoreacres
Shoreacres város az USA Texas államában, Chambers és Harris megyében. Lakosainak száma 1566 fő (2020. április 1.).

## Népesség
A település népességének változása:

| 2010 | 1 493 |
| 2020 | 1 566 |